# Gare de Valladolid-Campo Grande
Ne doit pas être confondu avec Gare de Valladolid-Campo de Béjar ou Gare de Valladolid-La Esperanza.
La gare de Valladolid-Campo Grande, aussi connue sous le nom de gare du Nord, est la principale gare ferroviaire de la ville espagnole de Valladolid, en Castille-et-León. Elle est située sur la place face à la prolongation de la rue Calle de la Acera de Recoletos, près de la place de Colón et du parc Campo Grande.
Elle est desservie par de nombreux trains de moyenne et de longue distance.
En 2010, elle a vu passer 2 235 103 passagers.

## Situation ferroviaire
La gare se situe à 695,58 mètres d'altitude à l'intersection des voies ferrées suivantes :
- LGV Madrid - Valladolid via Ségovie, au point kilométrique 179,6[2].
- LGV Valladolid-León via Palencia, au point kilométrique 179,309[3].
- Ligne de Madrid à Hendaye, au point kilométrique 248,523[2].

## Histoire

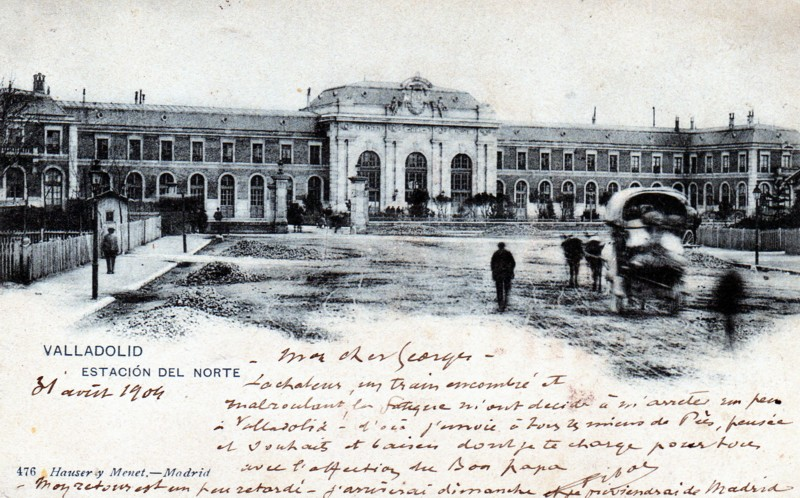
Carte postale de la gare envoyée en 1904.

Valladolid est desservie par le train à partir de 1856. La voie ferrée entre dans la ville via le chemin de Madrid, à travers le parc du Campo Grande. Un premier bâtiment voyageurs provisoire en bois de taille réduire est bâti sur des terrains voisins, alors propriété de la mairie de Valladolid, après avoir appartenu au feu couvent de San José. Des ateliers sont également construits et constituent la première activité industrielle de la ville.
Avec le temps, il était devenu nécessaire de construire une nouvelle gare sur le même emplacement que l'ancienne. L'ingénieur français Enrique Grasset, qui travaillait pour la Compañía de los Caminos de Hierro del Norte de España, exploitant à l'époque la ligne de Madrid à Hendaye, passant par la gare de Valladolid, fut chargé de sa conception, comme d'autres de la ligne. Cela explique notamment la ressemblance avec les gares de Madrid-Principe Pío, Medina del Campo, ou encore les anciennes gares de Burgos et de Santander. Il a travaillé sur le projet de Valladolid à partir de 1891. La conception du bâtiment voyageurs a pris en compte la longueur de convois d'un peu plus de 100 mètres de long. La nouvelle gare a été mise en service le 14 mars 1895 tandis que les travaux ont été entièrement terminés le 20 octobre. Il n'y a pas eu d'inauguration officielle. Le coût total des travaux s'est élevé à 591 575 pesetas.

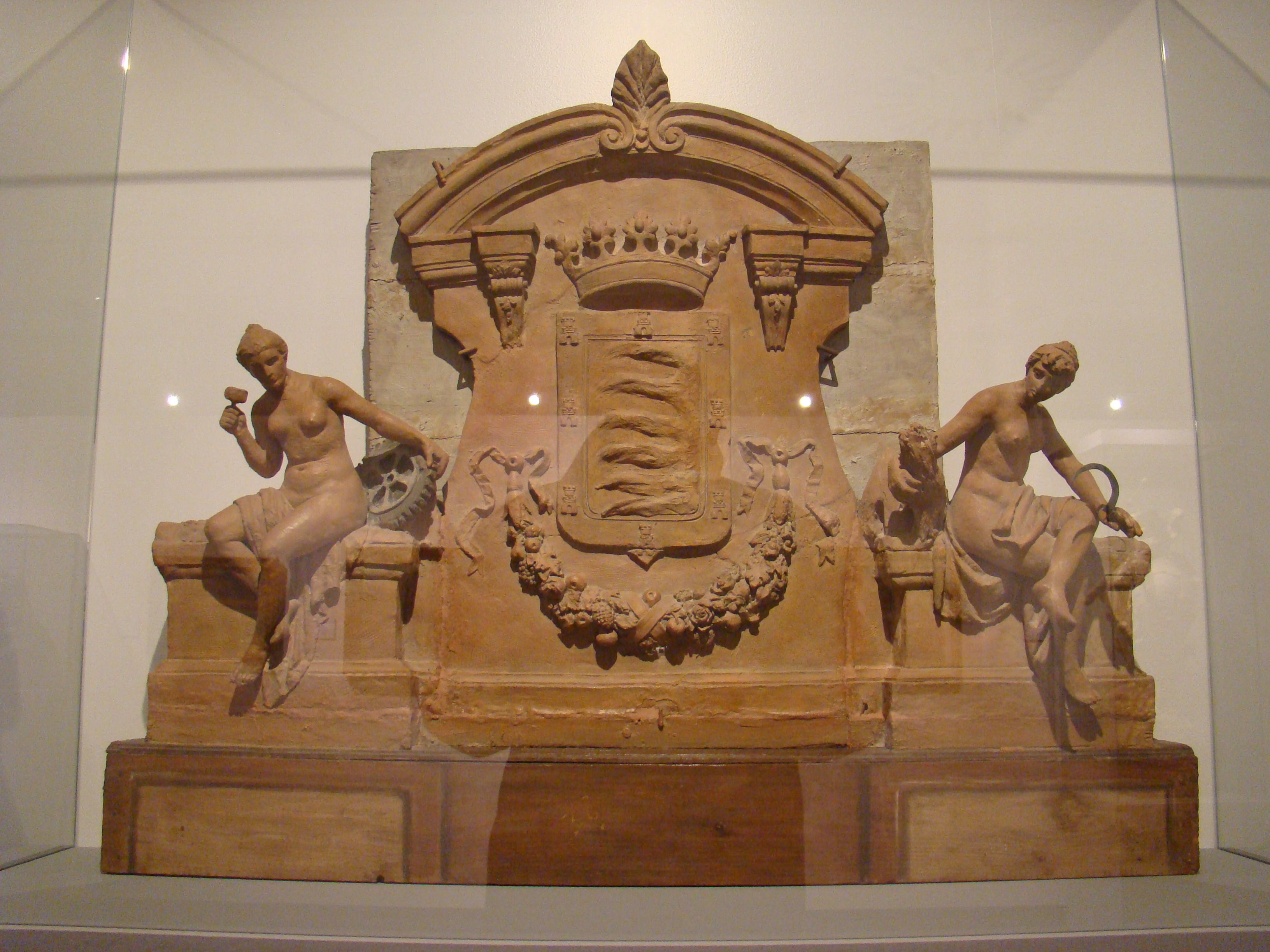
Représentation réduite du tympan de la gare conservée au musée de l'Université de Valladolid.

Les lignes générales du projet ont suivi les lignes directrices de l'éclectisme français. La façade principale, en forme d'arc de triomphe, est en pierre et comporte trois grandes ouvertures qui servent de portes d'entrée séparées par des pilastres. Le sculpteur Ángel Díez, professeur à l'École des beaux-arts, a participé à la décoration du fronton du corps central. Le blason de Valladolid y figure enveloppé par deux figures féminines d'environ quatre mètres et qui représentent les deux principales activités économiques de Valladolid à la fin du XIXe siècle : l'industrie, qui est accompagnée d'une roue dentée à côté, et l'agriculture, qui porte une sorte de ruche.
Grasset a lui-même participé à la conception de l'auvent en fer et en verre qui couvre la plate-forme intérieure, les rails et qui est soutenu par des piliers en fonte, des poutres en treillis et des corbeaux.
D'autres bâtiments complètent la gare, tels que des ateliers ferroviaires. En 1882, 1 095 employés travaillaient dans ces bâtiments.
Le 23 décembre 2007, la ligne à grande vitesse de Valladolid-Campo Grande à Madrid-Chamartín a été mise en service. Elle est parcourue en 56 minutes par les trains à grande vitesse Talgo S-102 à une vitesse maximale de 300 km/h. Ces trains ont ensuite été remplacés par des S-112.
Le 29 septembre 2015, la ligne à grande vitesse de Valladolid à León via Palencia a été mise en service, assurant la continuité de la ligne à grande vitesse Madrid-Ségovie-Valladolid. Le prolongement de la ligne à grande vitesse jusqu'à Burgos a été mis en service le 21 juillet 2022.
Chaque nuit, les lignes de trains de nuit Trenhotel « Sud-Express » (reliant Hendaye à Lisbonne) et « Rías Gallegas » (reliant Madrid-Chamartín à Ferrol) desservaient Valladolid.

## Accidents ferroviaires
- Le 3 mars 1988 eut lieu un accident ferroviaire d'importance notable. Sur le quai 1 de la gare, il y a eu une collision entre les trains express « Cantabria » et « Costa Vasca » qui circulaient de Madrid vers Santander et Bilbao, respectivement. Le train express « Cantabria », à l'arrêt en gare, a été heurté par le train « Costa Vasca ». 8 victimes sont décédées dans le train « Cantabria »[17],[18],[19].
- Le 24 juin 1988, l'express « Costa Verde », qui assurait la liaison entre Madrid et Gijón, a subi un déraillement de 5 de ses 12 wagons en raison d'une rupture d'aiguillage à la gare de Valdestillas. Quatre personnes ont été blessées[20].

## Service des voyageurs

### Accueil

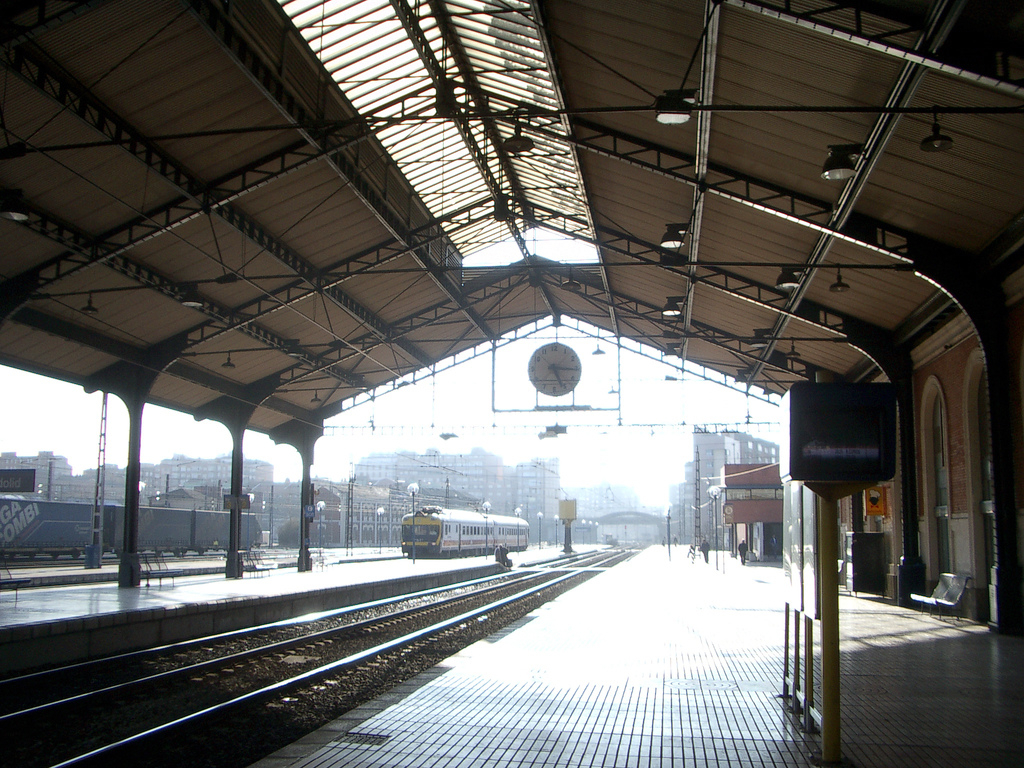
Marquise de la gare vue depuis les quais.

La gare de Valladolid-Campo Grande est constituée d'un grand bâtiment voyageurs dans lequel se situent les différents services offerts aux voyageurs. Ce bâtiment voyageurs est la seule entrée de la gare et est un passage obligé pour l'accès aux quais. Les cheminements dans la gare sont accessibles aux personnes à mobilité réduite.
Le bâtiment voyageurs propose de nombreux services, que ce soit pour la restauration, la location de voitures, mais on y trouve également une librairie, des bureaux de vente de titres de transport ferroviaires, des services de portage des bagages, un salon d'attente ou encore des toilettes,.

### Desserte

#### Trafic grandes lignes
De multiples trains à grande vitesse relient directement, chaque jour, Valladolid-Campo Grande à Madrid-Chamartín, Palencia ou encore León. En outre, des trains Avant assurent aussi des liaisons vers Madrid-Chamartín avec un arrêt en gare de Ségovie-Guiomar. Ces services à grande vitesse sont complétés par des trains Alvia et Intercity, desservant des destinations variées comme Madrid, Salamanque, Barcelone, Saragosse, les Asturies, le Pays basque ou encore la communauté valencienne.

Trains grandes lignes en gare de Valladolid-Campo Grande
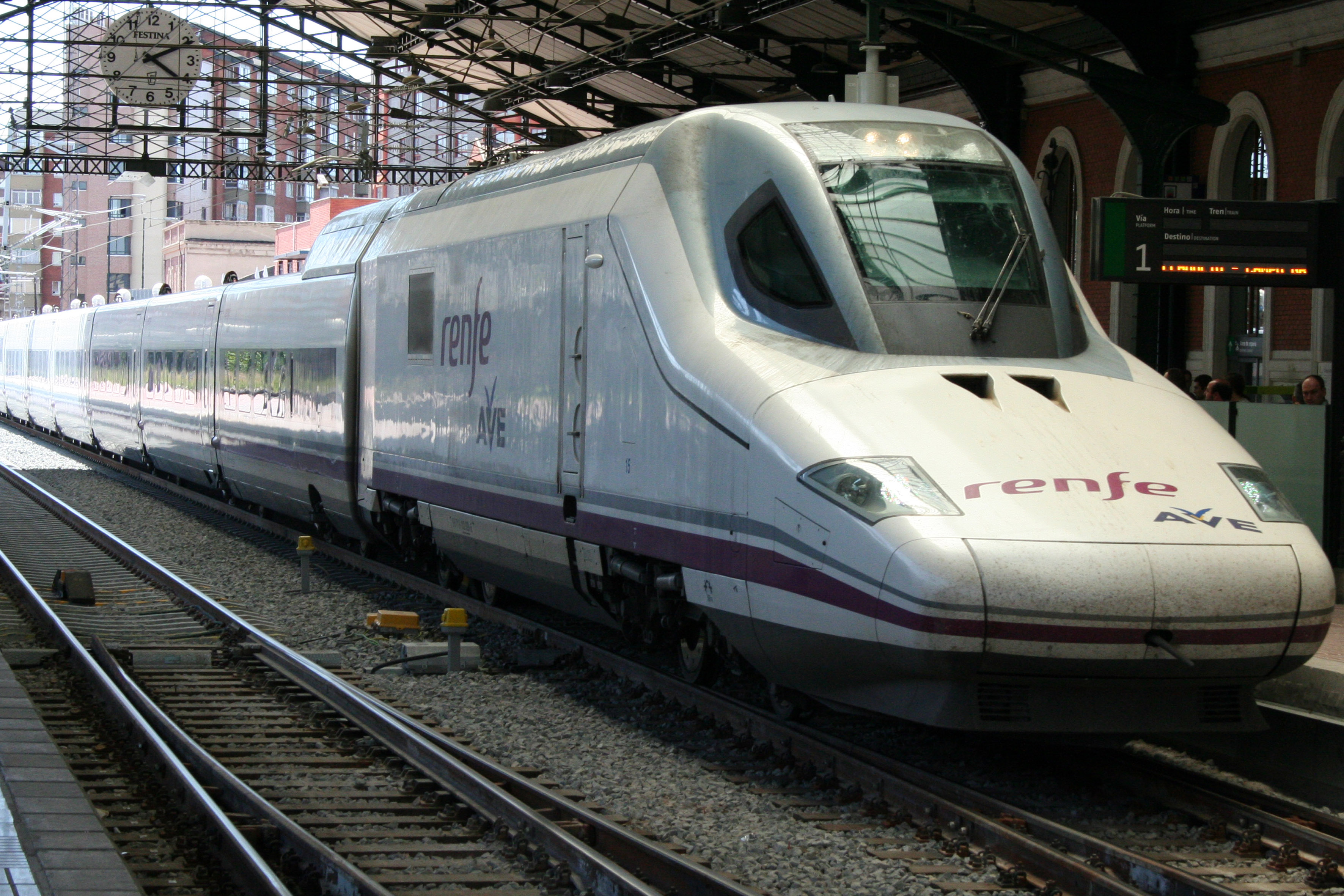
S-102 à quai.
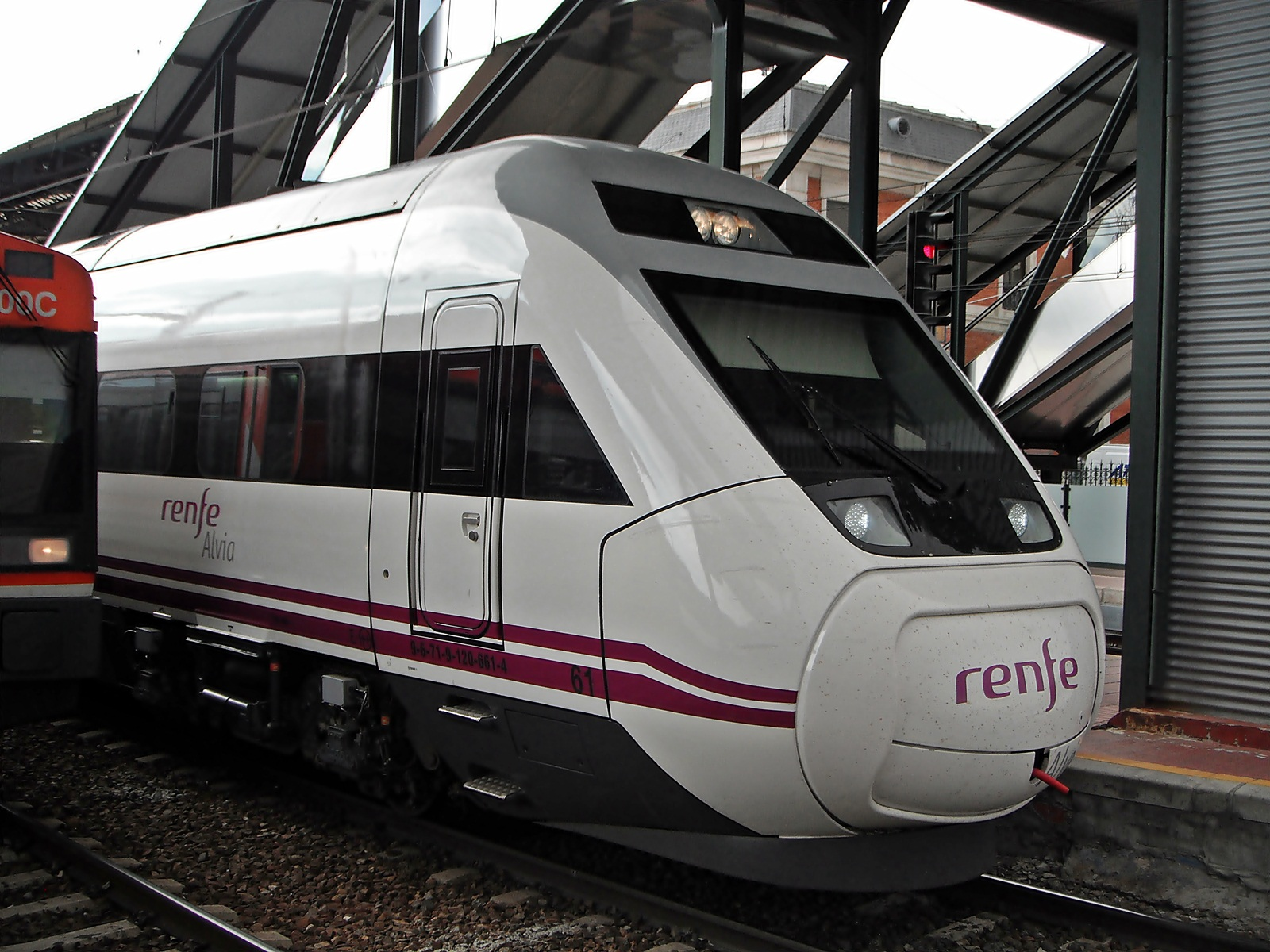
S-120 assurant un service Alvia entre Madrid-Chamartín et Hendaye.
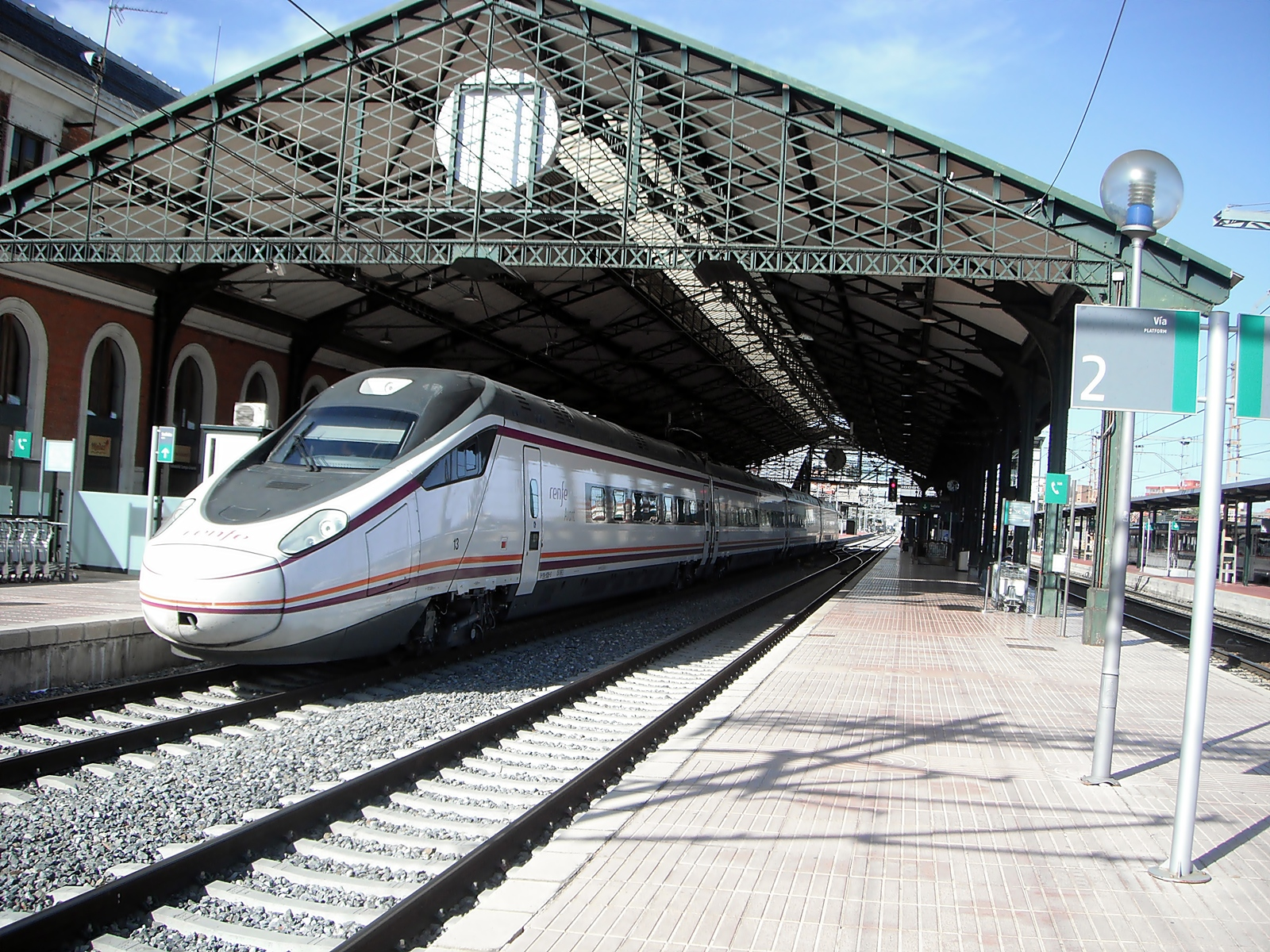
S-114 à quai en attendant le départ. Le train assurera un service Alvia jusqu'à Madrid-Chamartín.
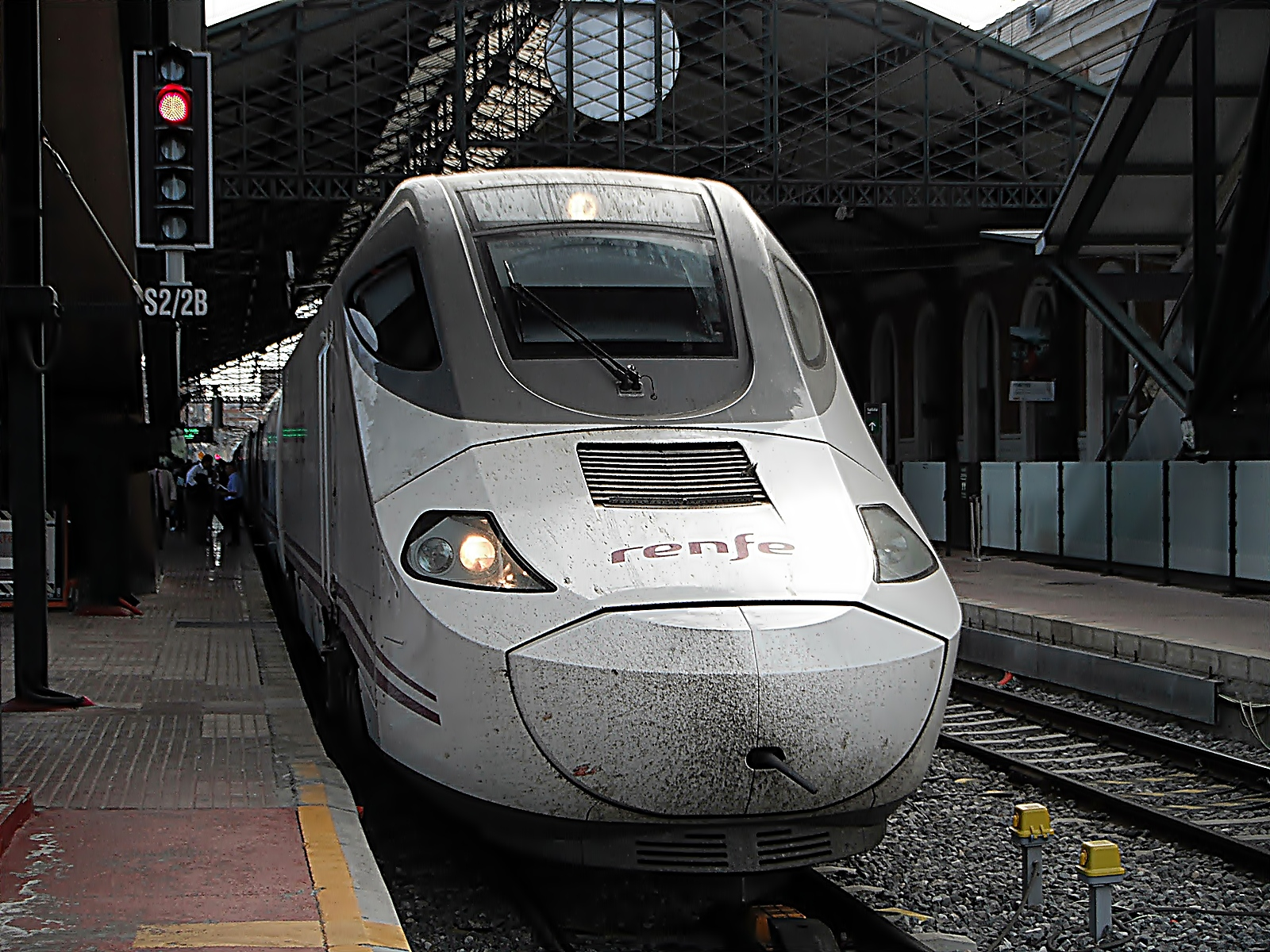
S-130 assurant un service Alvia entre Alicante et Gijón.

#### Trafic régional et de moyenne distance
Grâce à sa situation géographique, elle est l'une des gares espagnoles où convergent le plus grand nombre de lignes de moyenne distance sans toutefois que n'y circulent des trains de banlieue « Cercanías ». Les lignes régionales Regional Exprés et inter-régionales Media Distancia desservent au départ de Valladolid de nombreuses localités en Castille-et-León mais aussi en direction de Madrid au sud, ou des Asturies et du Pays basque au nord.

Trains régionaux et de moyenne distance en gare de Valladolid-Campo Grande
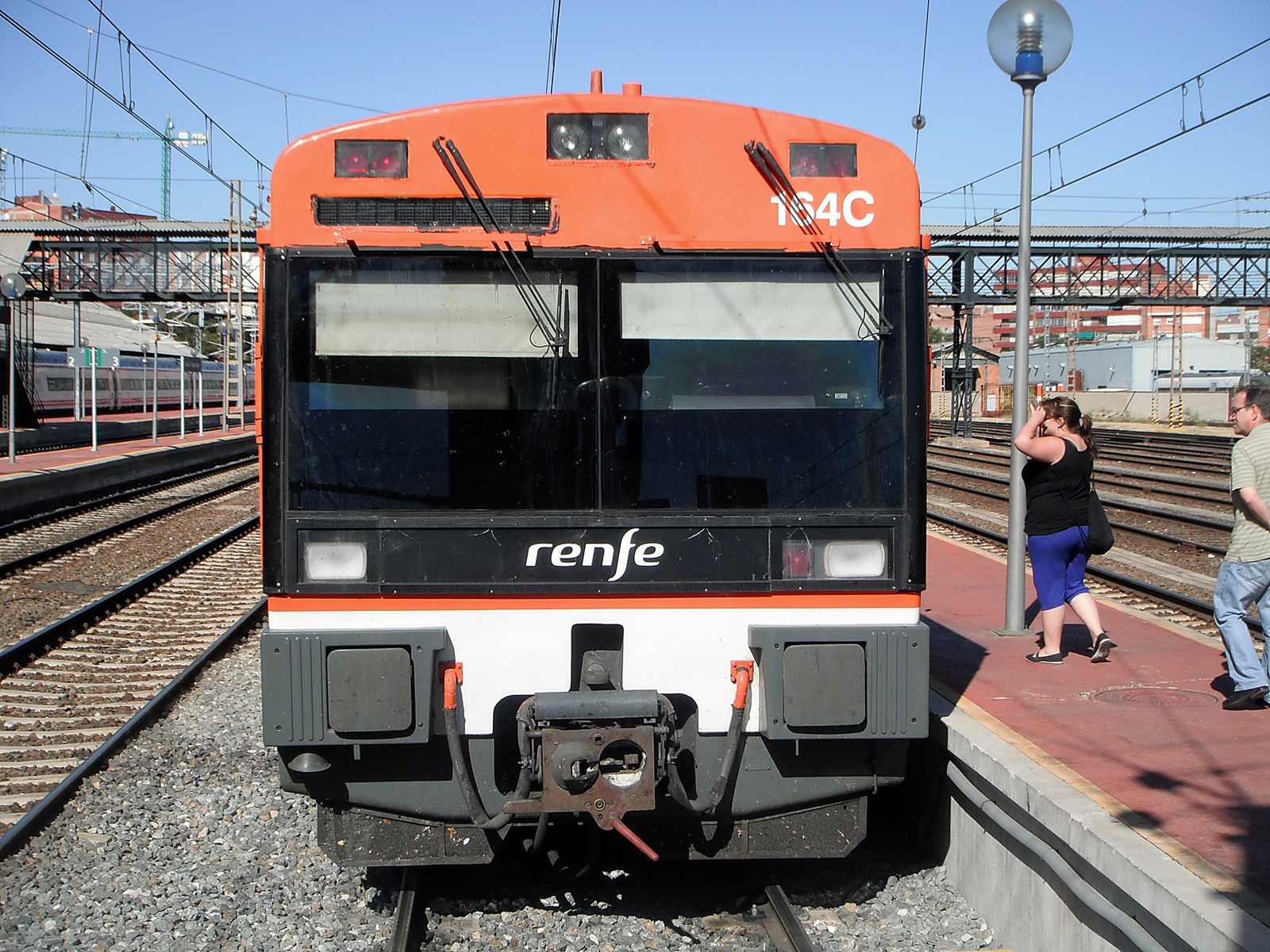
S-470 arrivant de Santander à son terminus.
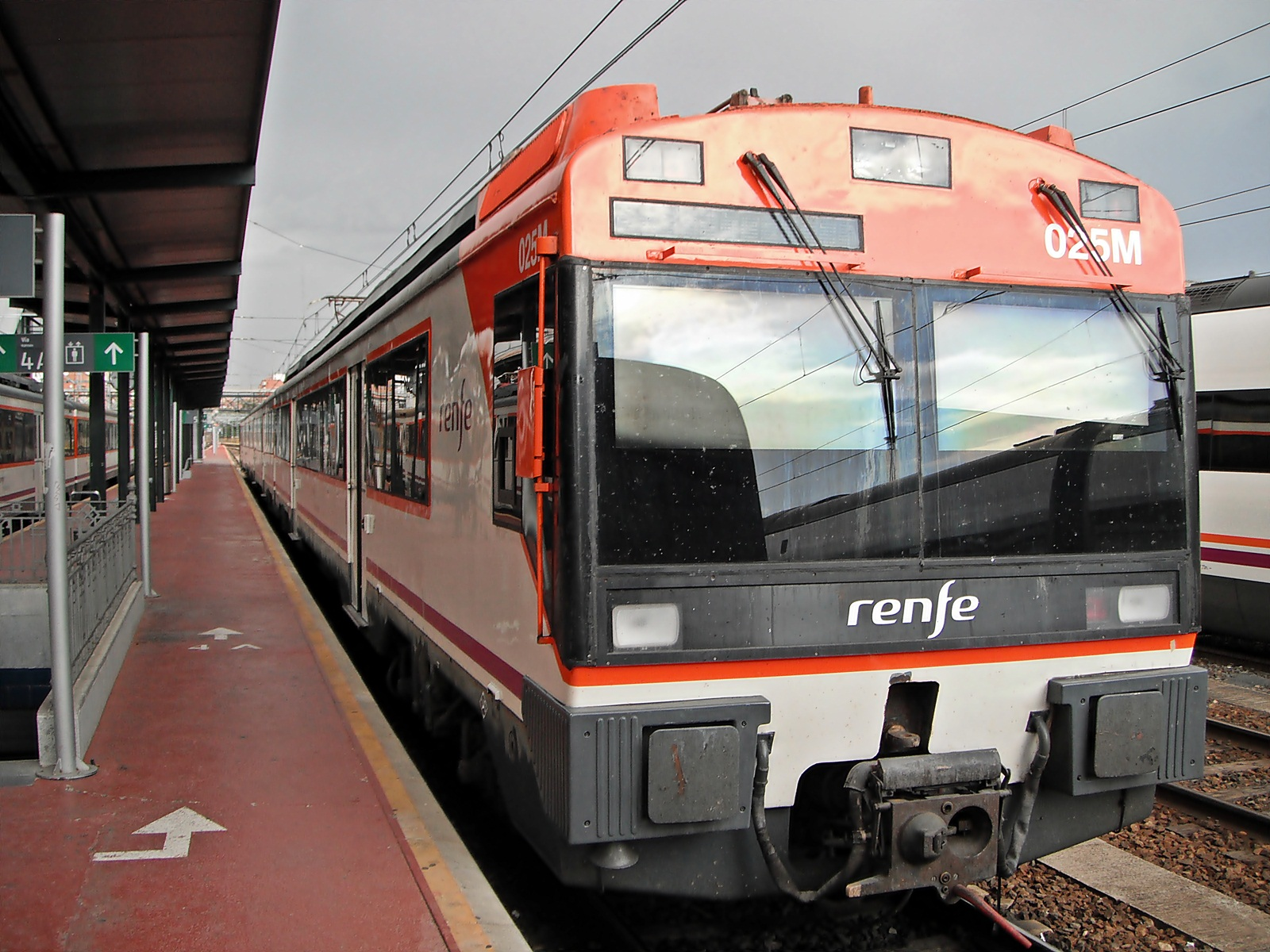
S-470 effectuant une relation régionale entre Valladolid et Ávila.
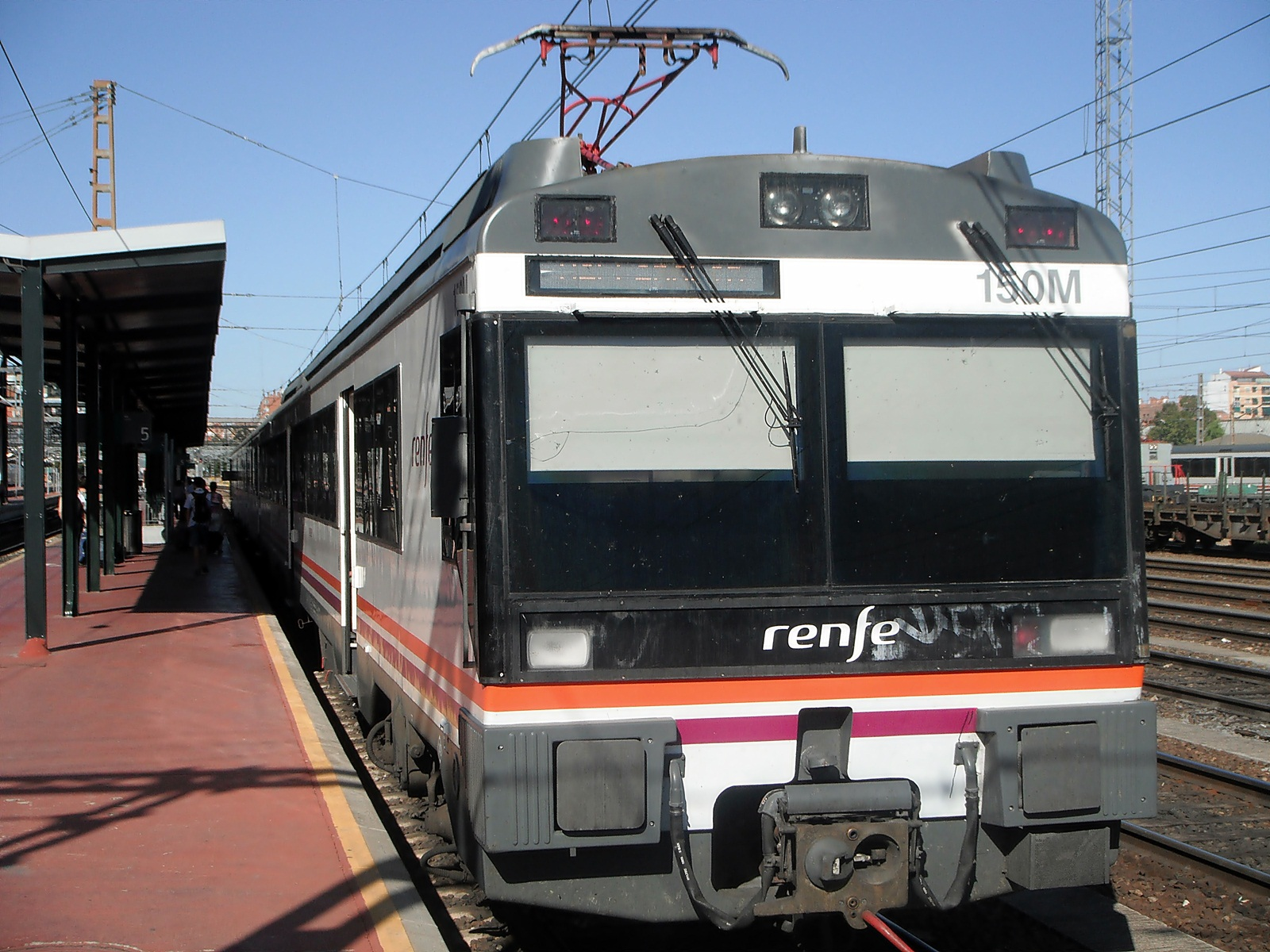
S-440 terminant une relation régionale en provenance d'Ávila.

### Intermodalité
La gare ferroviaire de Valladolid-Campo Grande est directement en correspondance le réseau de bus urbains de la ville de Valladolid au niveau de l'arrêt Calle de la Estación del Norte RENFE, dans une rue adjacente à la gare. L'arrêt est desservi par les lignes régulières 2 et 9, la ligne P13 desservant la zone industrielle ainsi que la ligne de nuit B1.
Des correspondances sont également possibles avec des lignes d'autocars interurbaines et nationales à la gare routière de Valladolid. Des titres de transport en correspondance entre le train et les autocars de Valladolid sont commercialisés.
Il existe également une zone de dépose devant le bâtiment voyageurs pour les taxis.